# Slochteren (dorp)

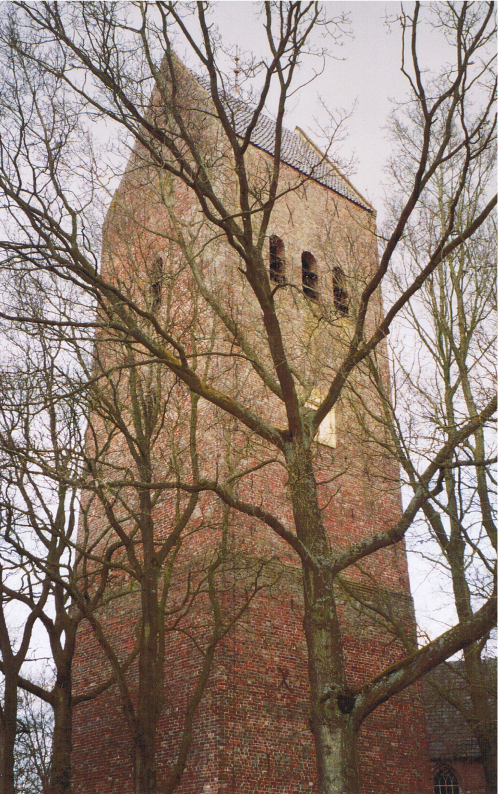
De Slochtertoren

Slochteren (Gronings: Slochter) is een plaats in de gemeente Midden-Groningen, in de Nederlandse provincie Groningen.
Slochteren was tot 1 januari 2018 de hoofdplaats van de gemeente Slochteren, die op die datum opging in de nieuw gevormde gemeente Midden-Groningen. Slochteren had op 1 januari 2023 2.285 inwoners. Slochteren is een van de dorpen van de Woldstreek of Duurswold, een naam die herinnert aan de hoge venen en moerasbossen die hier vroeger voorkwamen. Het is een streekdorp gelegen op een oude langgerekte zandrug door het veengebied. Het vormt met andere dorpen die op deze zandrug liggen, zoals Schildwolde, Hellum, Kolham en Scharmer een langgerekt halfrondlopend lint. Het middelpunt van deze halve cirkel ligt ongeveer op de plaats van het dorp Woudbloem. Slochteren is beschermd dorpsgezicht.
Tot het kerspel Slochteren behoren vanouds de buurtschappen Denemarken, Schaaphok en een deel van  Froombosch, vroeger ook Gaarveen, Groenedijk en Ruiten. Belangrijke natuurgebieden zijn de Baggerputten, 't Roegwold en het Slochterbos.
Slochteren is bekend door de gaswinning. Het aardgasveld van Slochteren bevatte oorspronkelijk 2700 miljard kubieke meter en besloeg twee derde van de bekende Nederlandse gasreserves.

## Geschiedenis

### Middeleeuwen
Slochteren is ontstaan als een hoogveenontginning aan de oevers van het riviertje de Slochter Ae, de bovenloop van de Fivel. Het dorp dateert vermoedelijk uit de negende of tiende eeuw. Het wordt voor het eerst genoemd in het tweede kwart van de 11e eeuw als Slohtoron. De naam is afgeleid van een Oudfries woord *slohtre, dat 'moerassig land' betekent. Dit woord slōhtere ('modderige plek’) is ook bekend in het Oudengels. Ook enkele veenriviertjes in de omgeving van Amsterdam werden betiteld als Slochter. De opstrekkende verkaveling rond de kerk was gericht op Thesinge, zodat mag worden aangenomen dat de eerste kolonisten banden hadden met dat dorp. De zijgrens van het ontginningsblok rond de Slochter Ae werd gevormd door de Benningsloot, die zich oriënteerde op een denkbeeldig punt aan de Graauwedijk waar de dorpsgrenzen van Slochteren, Schildwolde en Woltersum elkaar raakten; de achtergrens werd gevormd door de Sijpe.
De bewoning verhuisde al snel naar de hogere keileemrug waarop het huidige dorp Slochteren te vinden is. Er liggen minstens drie bewoningslinten achter elkaar. De oudste (nog bestaande) nederzettingsrij is vermoedelijk de buurtschap Denemarken. Mogelijk bevond zich bovendien nog een ouder nederzettingslint langs de Slochter Ae. De tweede ontginningslijn wordt gevormd door de Groenedijk; de derde door de bewoning langs de Hoofdweg. Een aantal boerderijen en arbeidershuizen is nog verder in de richting van het vroegere hoogveen opgeschoven. Een handvol huizen stond bij de 15e-eeuwse veendijk, die langs de Siepsloot liep.
De kerk van Slochteren is vermoedelijk de oudste van zuidelijk Duurswold. Hij fungeerde als centrum voor de kerkelijke rechtspraak of seend in deze streek. De parochies van Kolham en Scharmer zijn hier kennelijk van afgeplitst. Het huidige kerkgebouw dateert waarschijnlijk uit de dertiende eeuw. De parochie wordt genoemd in 1291, als het dorp samen met de naburige kerkdorpen in conflict raakt met de dekens te Loppersum. Slochteren moet destijds een aanzienlijke parochie zijn geweest, want de huidige kerk vormt het dwarspand van een middeleeuwse kruiskerk die oorspronkelijk groter was. Ten noordwesten van de Slochter kerk prijkt de vrijstaande, vrijwel onversierde zadeldaktoren van rond 1300, waarin een luidklok hangt uit 1373, die vermoedelijk afkomstig is van de (verdwenen) kloosterkerk te Wittewierum. De patroonheilige is niet bekend. Het parochiezegel van Slochteren toont een onbekende bisschop zonder verdere attributen. De gouden reliekschrijn met de overblijfselen van de heilige werd omstreeks 1413 verborgen in het veenmoeras om te voorkomen dat de Groninger Coppen Jarges hem in beslag zou nemen; later verkochten de priesters en de kerkvoogden het goud om meer kerkenland aan te kunnen kopen.
De Kroniek van Wittewierum noemt rond 1290 als hoofdelingen Lubbe Hagginga en zijn familielid Ebbo Hagienga, die verwikkeld waren in een plaatselijke vete. Het is niet bekend waar zij woonden. Hun naam kan in verband worden gebracht met de Hoijnga of Heringe clauwe, de buurtschap waar later de Fraeylemaborg stond. De borgheer Remet Fraijlumma wordt rond 1400 voor het eerst genoemd, zijn huis in 1445 als Fraijlema heert; ook is er sprake van landerijen intha Fralema waldum. In 1504 was een andere Remmert Fraylma hoofdeling van Slochteren. Daarnaast was omstreeks 1445 sprake van het huis van de familie Aldringa. Het Sloechterhollt wordt genoemd in 1503. Dit betreft echter niet het Slochterbos, maar een aanduiding voor de latere buurtschap Froombosch. 
De hele streek was bosrijk; tussen de akkers op en weilanden de zandrug bevonden zich houtwalletjes en stroken eikenhakhout.
Het gebied vormde omstreeks de dertiende eeuw het Slochterzijlvest, dat aanvankelijk bij Ten Post in het Damsterdiep uitwaterde. Ook de latere Overschildjerpolder ten noorden van het Schildmaar bij Schildwolde (Ickingeburen) en het gebied ten noorden van de Graauwedijk vielen hieronder. Kort na 1300 sloot het Slochterzijlvest zich aan bij het Generale Zijlvest van de Drie Delfzijlen. 
Slochteren lag aan de belangrijke handelsroute tussen Groningen en Westfalen. De route liep via de hoge stadsweg door het zuiden van Duurswold en liep vervolgens langs de kerk van Slochteren over het hoogveen naar Zuidbroek en vandaar naar Westerwolde. Kerk en toren van Slochteren lagen op een strategisch belangrijke plek en werden daarom geregeld bezet gehouden en versterkt. Edzard I van Oost-Friesland richtte in 1505 de kerk en het kerkhof in tot vesting, nadat de bouw van een blokhuis bij dat steenhues an den wech ten oosten van de kerk was mislukt. De natte veengrond leende zich niet voor het opwerpen van wallen. Kennelijk wordt met dit steenhuis de Fraeylemaborg bedoeld. In de Tachtigjarige Oorlog verrees hier alsnog een schans. 
In 1483 werd het begin gemaakt met een scheepvaartkanaal dat via het Damsterdiep en de Slochter Ae naar Slochteren liep. Hier werd via de Slochtersloot (vermoedelijk de Edsersloot) een doorsteek gemaakt naar de Sijpe bij Stootshorn, van waaruit men kon doorvaren naar de Westerwoldse Aa. Het verdere verloop van het kanaal in de richting van de Eems is echter nooit voltooid.    

## Nieuwe tijd
Het landschap rond Slochteren kreeg tegen het einde van de middeleeuwen te maken met steeds meer wateroverlast. De landerijen ten westen van de Groenedijk kwamen grote delen van het jaar onder water te staan; deze binnendijk had dan ook de bijnaam Kostverloren.
In de jaren 1585 tot 1593 volgde een nieuwe poging om het oude kanaal naar Westfalen te voltooien. Het nieuw gegraven tracé, dat bekend kwam te staan als Spaansche Diep of Nije Scheepvaart, volgde de loop van de middeleeuwse vaart voorbij van de kerk van Slochteren tot aan Stootshorn, waar de loop werd doorgetrokken naar Noord- en Zuidbroek. Een verlaat of schutsluis in de Edsersloot bij Slochteren moest ervoor zorgen dat het water in het kanaal op peil bleef. Ter hoogte van de Hoofdweg lag een brug over deze sloot, die later vermoedelijk Westertil werd genoemd. Een belangrijke hindernis vormde de Veendijk langs het riviertje de Sijpe die door het kanaal werd doorsneden. De ingelanden van Slochteren maakten ernstig bezwaar tegen de plannen, omdat hun lager gelegen landerijen last zouden krijgen van het opgestuwde water uit het Oldambt. Om aan de bezwaren tegemoet te komen, werd daarom een tweede verlaat te Stootshorn gebouwd, daarnaast in 1589 extra schutdeuren bij de Veendijk. Bij de sluis bevond zich woning voor de sluismeester met een herberg. Naast het verlaat werd een overtoom aangelegd, waar kleine schepen overheen werden getrokken zonder dat men de sluisdeuren hoefde te openen. Het nieuwe kanaal werd de eerste jaren gebruikt door honderden schuiten, daarna raakte het in verval. In 1602 en 1611 werd gesproken over herstel, maar het stadsbestuur besloot het jaar daarop tot aanleg van het Winschoterdiep. De sluis bij Stootshorn werd daarom afgebroken en weer opgebouwd in Foxhol. In 1645 volgde een nieuwe poging toen het bestuur van de Ommelanden de Ritzersloot (het latere Slochterdiep,langs de Ritzersdijk) wilde doortrekken naar de Sijpe. Dit om het handelsmonopolie van de stad te omzeilen. 
In 1659 liet Osebrand Johan Rengers, heer van Slochteren alsnog het Slochterdiep graven, waarvoor hij de Ritzersloot liet uitdiepen. Hij wilde het kanaal aanvankelijk doortrekken tot voorbij Noordbroek. Deze plannen liepen stuk op het verzet van een deel de Oldambtsters, die wateroverlast vreesden. Niettemin laten de provinciekaart van Nicolaes Visscher uit 1680 en de kaart van Theodorus Beckeringh uit 1781 zien dat de verbinding naar de Sijpe wel degelijk tot stand kwam. Op twee schetsen die Beckeringh maakte, is te zien hoe het kanaal voorlangs het Hoogehuis liep, waar de Hoofdweg via een brug (de Oostertil) eroverheen werd geleid. In het kader van de reconstructie van het Slochterbos is het waterloopje gedempt; een kaart uit 1821 laat zien dat het al was verdwenen. De kruising van het Slochterdiep met de Hoofdweg staat nog altijd bekend als de dam; het buurtschapje heette vroeger Tilhorn. 

De 18e en 19e eeuw was in Slochteren tevens de tijd van de vervening. De belangrijkste laagveenreserves lagen in ’t Hooiland langs de Slochter Ae en in het Slochterveld ten oosten van het dorp. In het laatstgenoemde veld vindt men nog de petgaten, die in de 19e eeuw zijn ontstaan. Het is een beschermd natuurgebied, Baggerputten genaamd. De keten van de veenarbeiders stonden destijds in Froombosch. Deze buurt werd vroeger spottend ook wel Baggelhutten genoemd. De baggerturf werd destijds met wagens naar Sappemeer vervoerd en vandaar verscheept naar Groningen. Ook het Slochterdiep, ook wel Rengersdiep genoemd, in 1659 gegraven in opdracht van Osebrandt Johan Rengers, toen de heer van Slochteren, werd voor de afvoer van de turf gebruikt. Al in het spottende Malle kostersboek uit het midden van de 18e eeuw, waarin de schoolmeesters (kosters) op de hak worden genomen, worden de inwoners van het dorp 'turfboeren' genoemd:
Slochteren.
Nu moet ik 't smoddig Volk, ik meine de Torf Boeren,
Eens zoeken in het Veen, wat tale dat die voeren;
Wel Vrienden goeden dag, ik spreek u nu eens an,
U Koster dien gij hebt, wat is dat voor een man?
Straks kwam er uit een put, 1 dikken zwarten Nikker,
En ik kond wel verstaan, het was een aarden slikker.
Ons Koster is een Nar, sprak deze Veelse poep;
Ik zei dat dagt ik wal, hier meed' ik henen sloep.
Schuin tegenover de kerk bevond zich de buitenplaats 'Voorburg', die in 1781 door de familie Piccardt werd verkocht aan artilleriemeester Jan Lucas Trip.
Dicht bij het voormalige haventje van Slochteren treft men nog steeds het  'Hoogehuis' aan (vroeger ook Regthuis of Rechthuis genoemd), tot 2008 bewoond door Louise van der Hoop van Slochteren (een van de dochters van oud-burgemeester Evert Jan van der Hoop van Slochteren), die in 1971 de Fraeylemaborg verkocht. Dit 17e-eeuwse gebouw, vanouds herberg en rechthuis tegelijk, was jarenlang een bekende pleisterplaats voor dagjesmensen. 
Na de Bataafse Revolutie van 1795 voltrok zich in de streek een grote verandering op het bestuurlijke vlak. In 1798 werd een wet uitgevaardigd, die een einde maakte aan de bestaande heerlijke rechten waarover de bezitters van de Fraeylemaborg konden beschikken. Er werd een voorlopig plaatselijk bestuur ingesteld, waarin de borgheren echter nog steeds een grote stem hadden. Ze moesten afstand doen van hun invloed op de rechtspraak en het waterschapsbestuur (Slochterzijlvest). Het collatierecht (het recht om predikanten en schoolmeesters te benoemen) en het jacht- en visrecht werden echter na het vertrek van de Fransen in 1813 hersteld. 
De zeven dorpen van Duurswold werden in 1808 samengevoegd tot een nieuwe gemeente. Bij Koninklijk Besluit werd een gemeentebestuur benoemd, dat zijn zetel kreeg in het Hoogehuis en onder voorzitterschap stond van borgbezitter Hendrik de Sandra Veldtman, een voormalige patriot. Bij de inlijving van het koninkrijk bij Frankrijk in 1811 werd het gebied in drie gemeenten opgedeeld, te weten Harkstede, Slochteren en Siddeburen. Ze kregen elk hun eigen maire (burgemeester). In 1821 werd Harkstede weer bij Slochteren gevoegd. Siddeburen volgde in 1826. Duurswold vormde daarna opnieuw één gemeente. In de kadastrale indeling bleven de gemeentenamen Harkstede en SIiddeburen wel in gebruik
De ontsluiting van de streek vond plaats in de 19e eeuw met de verharding van de wegen. In Slochteren begon dit in 1846 met de weg naar Noordbroek, die toen begrind werd. In 1868 volgde de verharding van de weg van het Hoogehuis door het dorp en naar Ruischerbrug.
In 1929 kreeg Slochteren een station aan de Woldjerspoorweg. Deze lijn werd reeds in 1941 opgeheven en opgebroken. Het stationsgebouw herbergt anno 2006 een steunpunt voor de politie en een politiepettenmuseum. Over het tracé van de Woldjerspoorlijn is de later de N387 aangelegd.

## Topografie
Het kerspel Slochteren kende in de 15e en 16e eeuw vier of vijf buurtgilden, die min of meer samenvielen met de onderdelen van het Slochterzijlvest:
- Westersche klauwe of up Slochter buer clauwe, ook Slochter Holster buurklauwe of Clauwa prima genoemd. Hier lag kennelijk het Slochterholt, verder de buurtschap Ruiten; vanaf het einde van de 19e eeuw werd dit gebied ook wel Froombosch genoemd. Ook sprak men wel over de Slochter clauwe toe Geewes were; een deel van deze klauw lag kennelijk in het laagland ten zuidwesten van het Schildmeer. Hier zullen we misschien een buurtschap Geewes were moeten zoeken.
- Wester Kerckhoven clauwe ... an de wester sijdt der kercken, ook Westerhoffster cluft, Wester sijde kerckhove, Westerkerck buer clauwe of Clauwa Secunda genoemd; hieronder vielen ook dat Woltwarck met 74 deimt hooiland en de Dijnge horne met 265 grazen weiland
- Oester kerckbuer clauwe ... an die oester sijdt der kercken, ook Kerck bure clauwe, Hillijge bure clauwe, Hoijnga clauwe, Heringe clauwe of Heringebuur klauw genoemd. De laatste namen verwijzen waarschijnlijk naar de bezitters van de Fraeylemaborg.
- Ritzer klauw of Westersche kluft, in de omgeving van de Ritzerdijk langs het latere Slochterdiep, met enkele boerderijen langs het Padje
- Denemarcket in den wolde met de buurtschap Denemarken, waarvan de landerijen deels ten westen van het Schildmaar lagen

Op waterstaatkundig gebied onderscheidde men daarnaast de klauw van Ickingeburen, waarschijnlijk aan beide zijden van de Graauwedijk in de kerspelen Wittewierum en Schildwolde, dat eveneens onder het Slochterzijlvest viel. De eerste twee klauwen werden vermoedelijk in de zestiende eeuw samen met het Gaarveen en de landerijen ten zuiden van de Graauwedijk samengevoegd tot de schepperij Westzijde van Slochteren. De Oosterkerkbuur klauw werd samen met de landerijen ten noorden van de Graauwedijk samengevoegd tot de Slochter eed, die deel uitmaakte van de schepperij Oostzijde van Slochteren. De beide laatste klauwen werden rond 1500 verenigd en in hun zijn geheel bij het Woldzijlvest gevoegd en voortaan tot de schepperij Schildwolde gerekend (vandaar de alternatieve benaming Westersche kluft).
Slochteren vormde één rechtstoel met Kolham en het aangrenzende deel van Schildwolde (de Moeshornsterklauw), waar de borgheer de rechten had overgenomen van het vroegere klooster. De rechtplaats of het kaakheem, oorspronkelijk Dijnge horne genoemd, lag schuin tegenover de kerk (naast Hoofdweg 145), direct tegenover de Oudeweg, die naar het Oldambt liep. Hier werden vanouds volksvergaderingen en rechtzittingen (dingen) gehouden.
In de 17e, 18e en 19e eeuw rekende men tot Slochteren tevens de gehuchten Denemarcken, de Groene Dyck (alias Kostverloren), Ruten of De Ruit en - genoemd in 1722 - Het Schapenhok.
Na 1800 werd het gebied onderverdeeld in een handvol waterschappen, waarvan een aantal hun naam gaven aan kadastrale secties: De Ruiten (1786/1829), Groote (1787) en Kleine Oosterpolder (1825), Kloosterpolder (1799), Grootepolder (1870), Hooilandspolder (1898) en Kooipolder (1902).
De eerste kadasterkaart van 1821 onderscheidt de secties Ruiten Polder, Grote Polder, Ooster Polder, Kooi en Voorburg.

## Monumenten
Het dorp Slochteren kent een aantal monumenten:
- Landhuis de Fraeylemaborg ligt aan de Hoofdweg. Het is in de middeleeuwen ontstaan als een versterkt stenen bijgebouw (steenhuis of stins) bij een houten boerderij.
- De Geertsemaheerd (oorspronkelijk kerspel Schildwolde) is een 18e-eeuwse herenboerderij, die vanaf 1795 door vier generaties Geertsema bewoond werd. De boerderij is gerestaureerd en herbergt drie stijlkamers in het voorhuis. In de voormalige stallen is een expositieruimte met theeschenkerij ondergebracht. Achter de boerderij is op de plaats waar een oude kapschuur stond een logiesgelegenheid gebouwd. De slingertuin bij de boerderij is de oudste van de provincie Groningen. Hij is in 1850 door Geert Vroom ontworpen. In 2018 zijn het pand en de omliggende tuinen aangekocht door de NAM.
- Museumboerderij Duurswold is een voor de streek Duurswold typische monumentale boerderij. In de schuur is een verzameling tentoongesteld van gereedschappen en gebruiksartikelen zoals die de afgelopen eeuwen in en om de boerderij gebruikt werden. De collectie bestaat uit landbouwmachines en werktuigen, overige gereedschappen en keukengerei.
- Slochteren is de geboorteplaats van Kornelis ter Laan. In het dorp bevindt zich een monument dat aan hem gewijd. Het is indertijd onthuld met een toespraak van K. Ter Laan zelf.
- Langs de Groenedijk staan een drietal poldermolens die in bezit zijn van de Slochter Molenstichting. Het zijn:
  - De Fraeylemamolen
  - De Groote Polder
  - De Ruiten

Een deel van Slochteren is rijksbeschermd dorpsgezicht. Verder zijn er in de plaats verschillende rijksmonumenten.

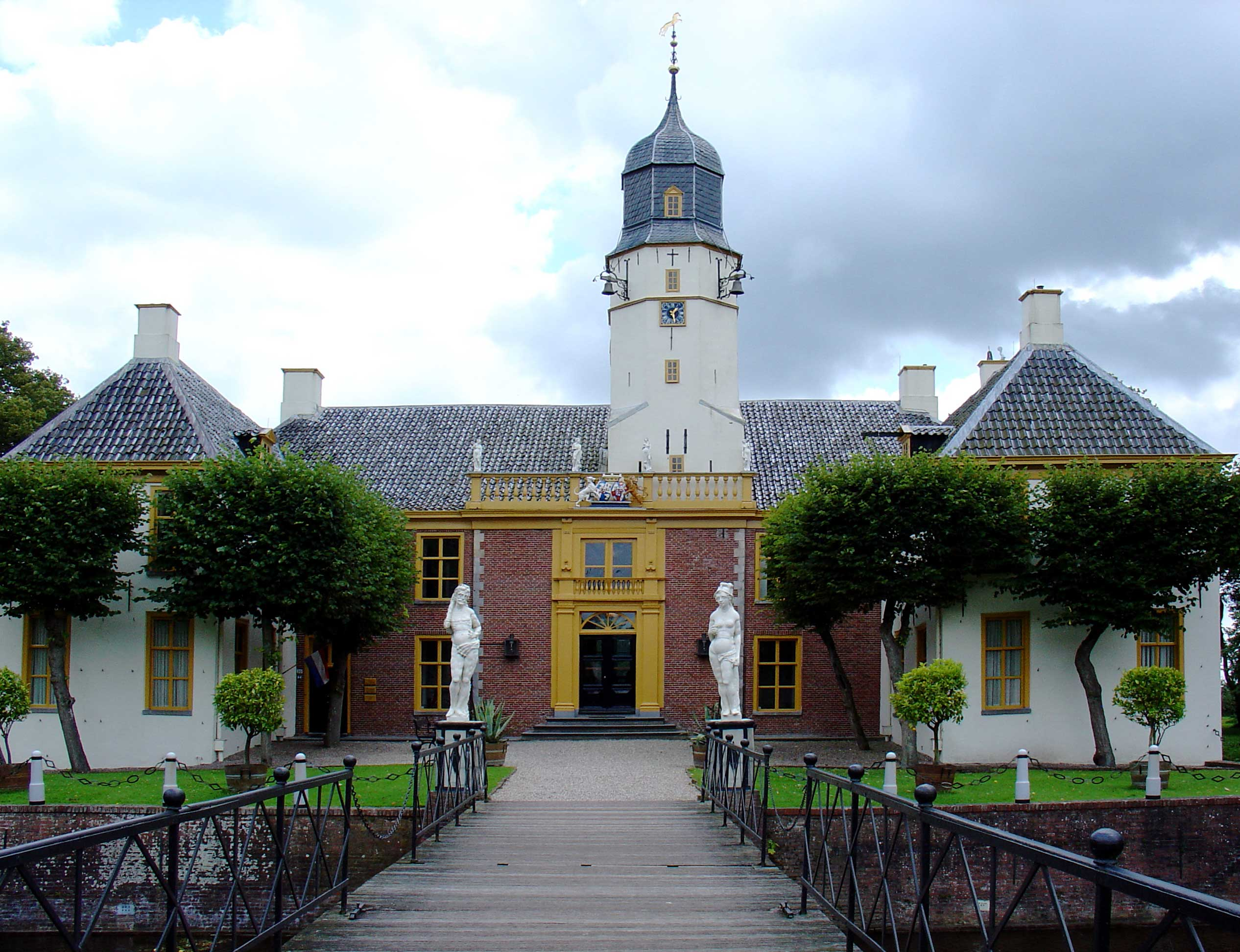
Fraeylemaborg, Slochteren
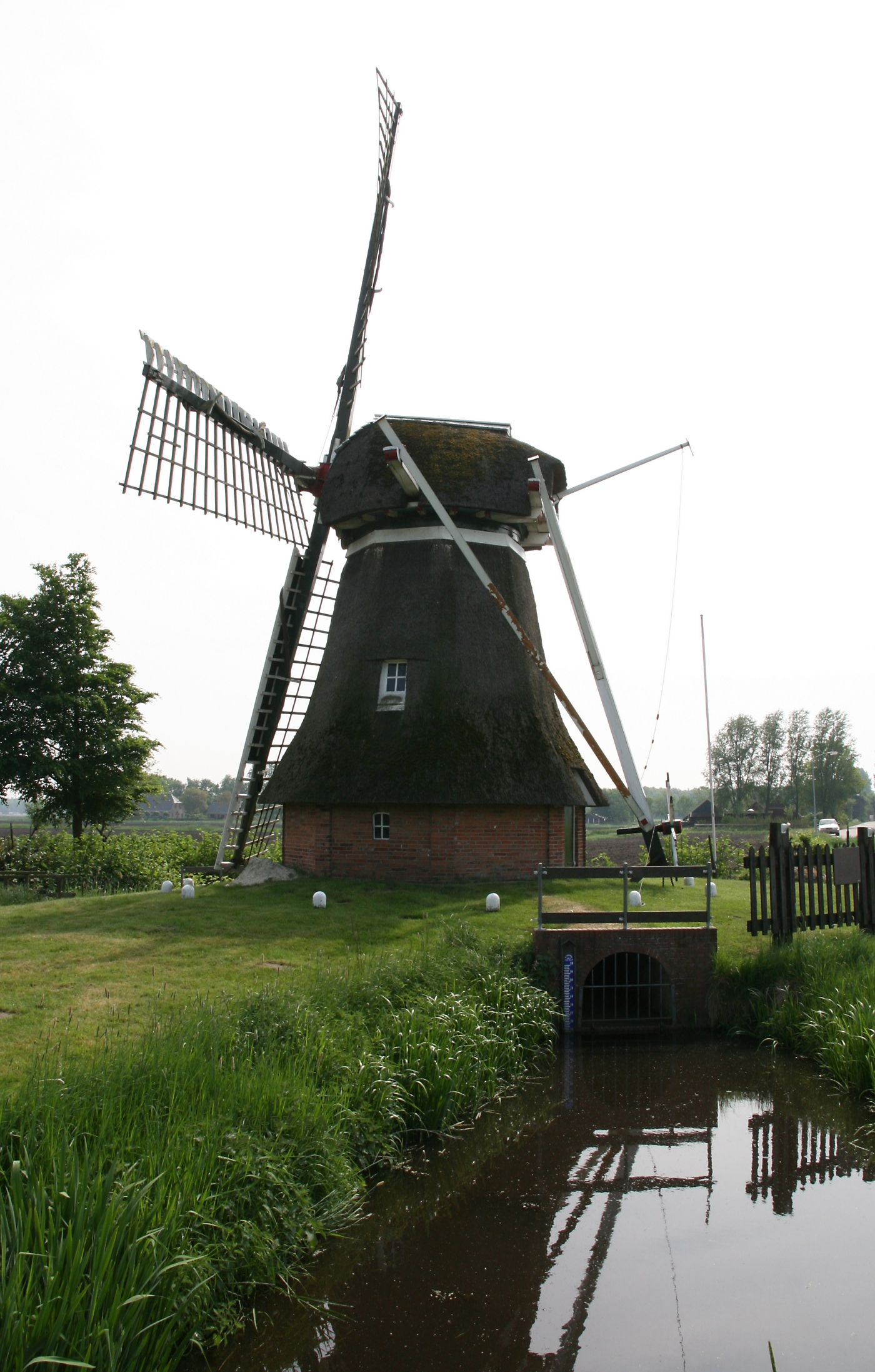
De Fraeylemamolen
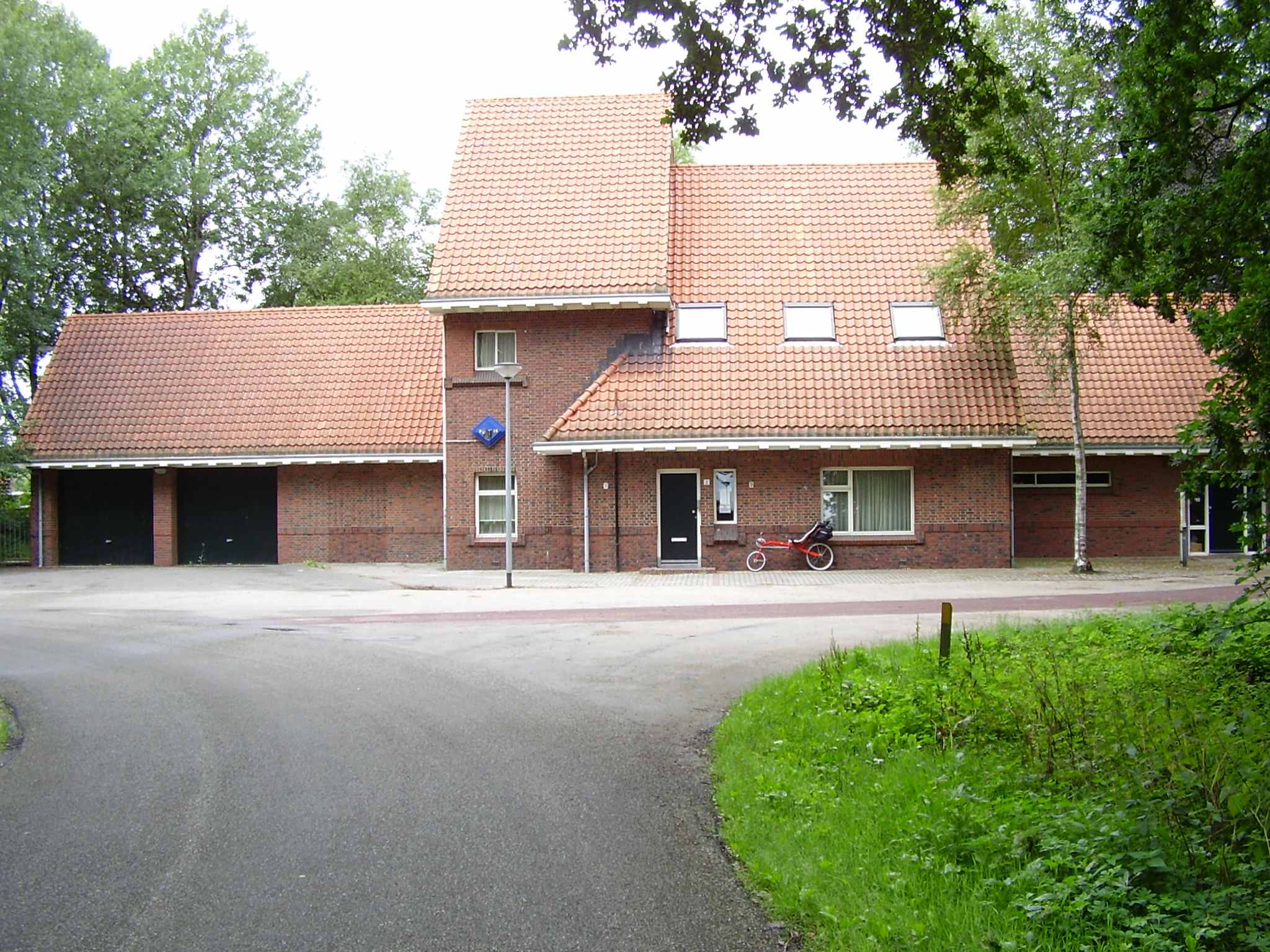
Voormalig station Slochteren
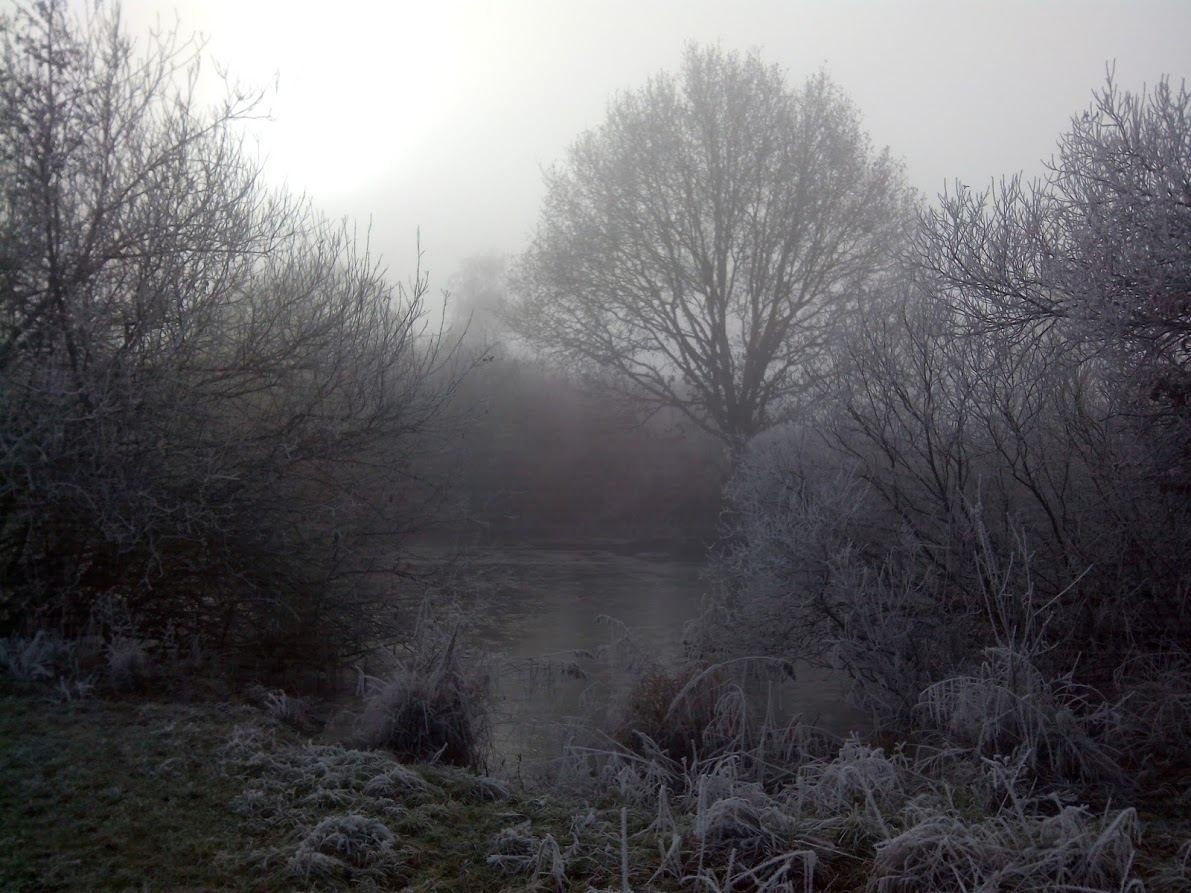
Natuurgebied De Baggerputten

## Geboren
- Osebrandt Johan Rengers (ca. 1621-ca. 1681/82), jonker
- Aries Nanning Dijkhuizen (1773-1850), schout en burgemeester
- Geerardus Dijkhuizen (1829-1859), burgemeester
- Hendrik Johan George Modderman (1841-1897), diplomaat en hoofddirecteur van de Rijkswerkinrichtingen in Veenhuizen
- Engelke Jan Boneschanscher (1858-1946), fotograaf
- Kornelis ter Laan (1871-1963), onderwijzer, taalkundige en politicus
- Jan ter Laan (1872-1956), politicus
- Evert Jan Thomassen à Thuessink van der Hoop van Slochteren (1875-1952), burgemeester
- Heino Tuinier (1896-1976), ambtenaar en burgemeester
- Jan Dieters (1901-1943), bestuurder van de Communistische Partij Nederland en verzetsstrijder
- Sijmen Barend Hooghoudt (1901-1953), hydroloog en landbouwkundige
- Anne Jannes Elsinga (1908-1943), politieagent en collaborateur
- Louise Thomassen à Thuessink van der Hoop van Slochteren (1915-2008), laatste bewoner van de Fraeylemaborg
- Jaap Rensema (1932), politicus
- Sergeant Wildeman (1933-2016), onderofficier van het Noordelijk Heilsleger
- Egbert Mulder (1940-2021), voetbalscheidsrechter
- Okkie Noordhuis-Noordhof (1945), schrijfster en dichteres
- Jur Vrieling (1969), springruiter
- Erik-Sjoerd Nauta (1980), journalist, programma- en documentairemaker